# レオ・ヒメネス
レオナルド・ヒメネス（Leonardo Jimenez, 2001年5月17日 - ）は、パナマのエレーラ県チトレ出身のプロ野球選手（内野手）。右投右打。MLBのトロント・ブルージェイズ所属。

## 経歴
2017年7月にアマチュア・フリーエージェントでトロント・ブルージェイズと契約してプロ入り。
2018年、傘下のルーキー級ガルフ・コーストリーグ・ブルージェイズでプロデビュー。37試合に出場して打率.250、17打点を記録した。
2019年はアパラチアンリーグのルーキー級ブルーフィールド・ブルージェイズとA級ランシング・ラグナッツでプレーし、2チーム合計で58試合に出場して打率.294、22打点、2盗塁を記録した。
2020年は新型コロナウイルスの影響でマイナーリーグの試合が開催されなかったため、公式戦の出場は無かった。
2021年はルーキー級フロリダ・コンプレックスリーグ・ブルージェイズとA級ダニーデン・ブルージェイズでプレーし、2チーム合計で59試合に出場して打率.320、1本塁打、21打点、5盗塁を記録した。オフにはアリゾナ・フォールリーグに参加し、メサ・ソーラーソックスに所属した。11月19日にはルール5ドラフトでの流出を防ぐために40人枠入りした。
2022年はA+級バンクーバー・カナディアンズでプレーし、69試合に出場して打率.230、6本塁打、40打点、7盗塁を記録した。
2023年はAA級ニューハンプシャー・フィッシャーキャッツとAAA級バッファロー・バイソンズでプレーし、2チーム合計で 94試合に出場して打率.270、8本塁打、47打点、8盗塁を記録した。
2024年は開幕からAAA級バッファローでプレーした。7月2日にアイザイア・カイナー＝ファレファが左膝の負傷で故障者リスト入りすると、代替として初めてメジャー昇格を果たした。7月4日のヒューストン・アストロズ戦で初出場を果たした。この年メジャーでは63試合に出場して打率.229、4本塁打、19打点、OPS.686を記録した。

## プレースタイル
打撃は三振が少ないかつ選球眼に長けており、四球を選べる能力が高い。また、2021年シーズン終了時までマイナーリーグ通算1本塁打とパワー不足が課題に挙げられていたが、2022年には6本塁打と向上中である。守備は遊撃手としてメジャーでもこなせるレベルと言われている。

## 詳細情報

### 年度別打撃成績
| 年 度    | 球 団    | 試 合 | 打 席 | 打 数 | 得 点 | 安 打 | 二 塁 打 | 三 塁 打 | 本 塁 打 | 塁 打 | 打 点 | 盗 塁 | 盗 塁 死 | 犠 打 | 犠 飛 | 四 球 | 敬 遠 | 死 球 | 三 振 | 併 殺 打 | 打 率 | 出 塁 率 | 長 打 率 | O P S |
| -------- | -------- | ----- | ----- | ----- | ----- | ----- | -------- | -------- | -------- | ----- | ----- | ----- | -------- | ----- | ----- | ----- | ----- | ----- | ----- | -------- | ----- | -------- | -------- | ----- |
| 2024     | TOR      | 63    | 210   | 179   | 18    | 41    | 11       | 0        | 4        | 64    | 19    | 0     | 0        | 0     | 3     | 12    | 0     | 16    | 59    | 6        | .229  | .329     | .358     | .687  |
| MLB：1年 | MLB：1年 | 63    | 210   | 179   | 18    | 41    | 11       | 0        | 4        | 64    | 19    | 0     | 0        | 0     | 3     | 12    | 0     | 16    | 59    | 6        | .229  | .329     | .358     | .687  |

- 2024年度シーズン終了時

### 年度別守備成績
| 年 度 | 球 団 | 二塁（2B） | 二塁（2B） | 二塁（2B） | 二塁（2B） | 二塁（2B） | 二塁（2B） | 遊撃（SS） | 遊撃（SS） | 遊撃（SS） | 遊撃（SS） | 遊撃（SS） | 遊撃（SS） |
| 年 度 | 球 団 | 試 合      | 刺 殺      | 補 殺      | 失 策      | 併 殺      | 守 備 率   | 試 合      | 刺 殺      | 補 殺      | 失 策      | 併 殺      | 守 備 率   |
| ----- | ----- | ---------- | ---------- | ---------- | ---------- | ---------- | ---------- | ---------- | ---------- | ---------- | ---------- | ---------- | ---------- |
| 2024  | TOR   | 21         | 35         | 47         | 2          | 15         | .976       | 43         | 43         | 75         | 2          | 14         | .983       |
| MLB   | MLB   | 21         | 35         | 47         | 2          | 15         | .976       | 43         | 43         | 75         | 2          | 14         | .983       |

- 2024年度シーズン終了時

### 背番号
- 49（2024年 - ）